# تارتار (نهر)
تارتار(بالأذرية: Tərtərçay)‏(بالأرمنية: Թարթառ)‏ أحد روافد نهر كورا الواقع في أذربيجان . يمر عبر مقاطعات كالباجار وبردا وتارتار. تتدفق أجزاء من النهر عبر مقاطعة مارتاكيرت (التي أصبحت تدعى جمهورية آرتساخ) .

## جغرافيا

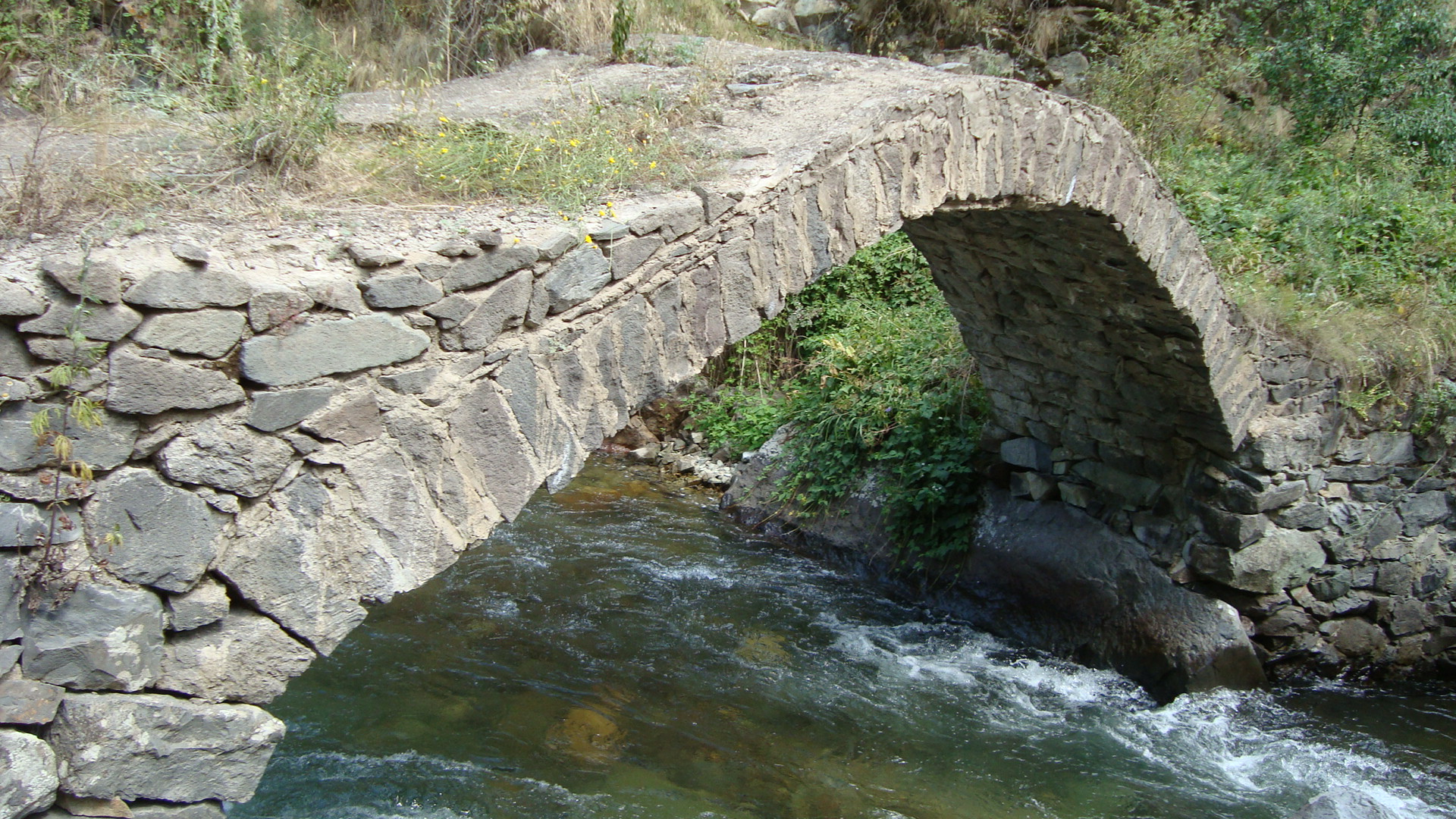
نهر تارتار

تارتار هو الرافد الأيسر لكورا ، أكبر نهر في القوقاز. ينبع النهر من المنطقة التي تلتقي فيها سلاسل جبال كونقور وألاكوز وميكستوكن على هضبة كاراباخ بالقرب من قرية إستيسو ذات الينابيع الحارة الواقعة بحكم القانون في كالباجار رايون بأذربيجان وفي الواقع في مقاطعة مارتاكيرت بجمهورية أرتساخ . ينبع النهر من الينابيع الجبلية على ارتفاع 3,120 متر (10,240 قدم) فوق مستوى سطح البحر. يتدفق النهر شرقا خلال مقاطعة مارتاكيرت مرورا بمدينة كلباجار،وبـ رايون تارتار و بردعة ثم مرورا بمدينتي بردعة وتارتار قبل أن يرفد نهر كورا. يحتوي النهر على رافدين من اليسار وهما : ليفكاي (36 كيلومتر (22 ميل)) و أغدابانسي (19 كيلومتر (12 ميل)) ، ورافد من اليمين وهو نهر توراغيسي (35 كيلومتر (22 ميل)). بني سد سرسنك على نهر تارتار عام 1976 لأغراض توليد الكهرباء والري.